# Safia distilla
Safia distilla là một loài bướm đêm trong họ Noctuidae.